# Lauriberto José Reyes
Lauriberto José Reyes (São Carlos, 2 de março de 1945 – São Paulo, 27 de fevereiro de 1972) foi um estudante da Universidade de São Paulo (USP) e guerrilheiro brasileiro, militante da Aliança Libertadora Nacional (ALN) e do Movimento de Libertação Popular (MOLIPO). Foi assassinado durante a ditadura militar brasileira,  regime instaurado em 1 de abril de 1964 e que durou até 15 de março de 1985, e seu caso é investigado pela Comissão Nacional da Verdade (CNV).

## Biografia
Lauriberto José Reyes nasceu no dia 2 de março de 1945, em São Carlos, no estado de São Paulo. Filho do fiscal sanitário José Reyes Daza Jr. e de Rosa Castralho Reyes.
Foi estudante da Escola Politécnica da Universidade de São Paulo e morador do CRUSP (Conjunto Residencial da USP), onde chegou a ser diretor cultural. Em outubro de 1968, foi organizador do 30° Congresso da UNE, em Ibiúna, no qual foi preso e solto no dia seguinte para ir ao enterro do pai em São Carlos, sua cidade natal.
Atuou como militante da Dissidência Estudantil do Partido Comunista Brasileiro de São Paulo (PCB/SP) até o surgimento da Aliança Libertadora Nacional (ANL). Em 4 de novembro de 1969, foi acusado de fazer parte do sequestro de um avião da Varig, que realizava o trajeto de Buenos Aires a Santiago, com outros oito membros da ANL.

## Militância
Lauriberto começou como militante da Aliança Libertadora Nacional (ANL) e, em 1971, junto com mais um grupo de dissidentes da organização que havia efetuado treinamento de guerrilha em Cuba, criou o Movimento de Libertação Popular (Molipo).  Durante os primeiros anos da década de 1970, e principalmente a partir de novembro de 1971, o Molipo foi praticamente dizimado, quando vários de seus integrantes foram torturados e mortos (muitos deles com os corpos desaparecidos), após serem presos por agentes da máquina repressiva instituída pelo governo ditatorial — primeiro a Operação Bandeirante (OBAN) e, depois, os diversos Destacamentos de Operações de Informação - Centros de Operações de Defesa Interna (DOI-CODIs). 
Lauriberto fez parte do Grupo dos 28, ou Grupo da Ilha, ou, ainda, Grupo Primavera, que foram os 28 guerrilheiros que voltaram do treinamento em Cuba em 1971. Acreditava-se que estes militantes eram quase superdotados, porque reuniam tanto as condições físicas, que, em uma perspectiva militarista da revolução, era importante, quanto o preparo político intelectual. 

## Morte
Segundo relatos de uma nota policia, no dia 27 de fevereiro de 1972, Lauriberto José Reyes (ou Vinícius, como era conhecido) e Alexander José Ibsen Voerões entraram em um confronto armado com a polícia militar e agentes do DOI-CODI na rua Serra de Botucatu, no bairro do Tatuapé, na zona leste de São Paulo. As informações oficiais relatam que, durante o tiroteio, os militantes teriam matado o transeunte, e ex-funcionário público, Napoleão Felipe Biscalde, de 61 anos, o qual estaria totalmente alheio ao conflito. Mas, segundo a Frente de Esculacho Popular, o objetivo das forças de repressão era executar os dois jovens militantes da MOLIPO e o funcionário público foi atingido no conflito pelos policiais. Lauriberto e Alexandre foram brutalmente assassinados a tiros.. Segundo informações publicadas pela imprensa em 2008, os tiros de metralhadora foram dados pelo torturador Dirceu Gravina, conhecido nos porões da repressão como J.C. (ou Jesus Cristo). Segundo o laudo do exame necroscópico, quatro tiros teriam atingido Lauriberto: um no ombro esquerdo, um na coxa direita e dois na cabeça, sendo um no olho esquerdo e o outro na porção média da região frontal. 
Segundo o laudo necroscópico, emitido em 29 de fevereiro, Lauriberto faleceu devido à "lesões traumáticas crânio encefálicas" no dia 27 de fevereiro às 17 horas. O exame necroscópico descreve quatro tiros, sendo um na coxa direita, um no ombro esquerdo e dois na cabeça (no olho esquerdo e na região frontal).
Nilmário Miranda, relator da Comissão Especial sobre Mortos e Desaparecidos Políticos (CEMDP) no caso de n°270/96, pediu o levantamento de mais informações aos familiares ao suspeitar que a morte se tratava de uma execução. Em 7 de agosto de 1997, o caso de Lauriberto José Reyes foi aprovado na CEMDP por 6 votos favoráveis e apenas um contra, do general Oswaldo Pereira Gomes.

## Homenagem
Em 1996, o nome de Lauriberto José Reyes foi dado a uma praça em São Carlos (SP). No Parque Santa Marta, na mesma cidade, uma outra praça recebeu seu nome.
Em uma nova homenagem, a Câmara Municipal de São Carlos deu o nome de Lauriberto José Reyes a um centro da juventude, localizado no bairro Cidade Aracy.
No local, no Tatuapé, foi colocada uma placa de rua com seus nomes e seus rostos foram reproduzidos em estêncil pela região.